# الحجر (السبرة)

تعديل مصدري - تعديل

الحجر محلة تابعة لقرية الاصمين، التابعة لعزلة بلادالشعيبي العليا بمديرية السبرة إحدى مديريات محافظة إب في الجمهورية اليمنية.، بلغ تعداد سكانها 240 حسب تعداد اليمن لعام 2004.